# Павильон № 66 «Культура» на ВДНХ
Павильон «Культура» — 66-й павильон ВДНХ, построенный в 1954 году как павильон «Узбекская ССР». Название «Культура» получил в 1964 году.

## История
Павильон был построен в 1951—1954 годах по проекту архитектора Стефана Полупанова в стиле сталинского ампира с мотивами узбекского национального зодчества. Его возвели на месте разобранного к тому моменту довоенного павильона Узбекской ССР, построенного тем же архитектором в 1939 году. Здание белого цвета, в плане представляет собой букву П и обращено двором к парадному входу. Боковые фасады украшены колоннадами и лепниной с мотивами традиционного узбекского декоративно-прикладного искусства, объединённого с советской символикой, а также растительными орнаментами, имитирующими хлопок. По центру установлена ротонда на тонких колоннах в национальном стиле, по высоте превосходящая павильон. Внутри, а также с двух сторон от ротонды расположены фонтаны. На фасаде по бокам от главного входа размещались панно, посвящённые гидротехническим сооружениям Узбекской ССР — Большому Ферганскому каналу и Чирчик-Бозсуйскому каскаду ГЭС. До настоящего времени они не сохранились.
Экспозиция Узбекской ССР состояла из нескольких разделов, посвящённых различным отраслям хозяйства республики: хлопководству, каракулеводству, шелководству, садоводству, виноградарству, животноводству, сельскохозяйственным культурам и Каракалпакской АССР. Около заднего фасада располагался магазин «Узбеквино» и ресторан «Узбекская чайхана». В 1966 году тематика павильона была изменена, и он получил название «Культура», став площадкой для выставок советского искусства и концертов.
В постсоветские годы павильон длительное время использовался как торговое пространство. В 2010-е годы была проведена его реконструкция, после окончания которой в 2016 году павильон был передан в аренду государственному музейно-выставочному центру «Росизо», который открыл в павильоне пространство для культурных мероприятий различной направленности.
С ноября 2023 года в павильоне вновь расположен Выставочно-культурный и экспозиционный центр Республики Узбекистан.

## Галерея
- Довоенный павильон
- Левое боковое крыло павильона .
- Декор наружных стен
- Деталь колонн
- Ротонда
- Ротонда павильона
- Ажурное перекрытие беседки